# Закауллах, Мухаммед
Мухаммед Закауллах (англ. Muhammad Zakaullah) — адмирал пакистанских военно-морских сил, занимал должность начальника штаба военно-морских сил Пакистана с 2 октября 2014 по 7 октября 2017 года.

## Биография
С 1975 по 1978 год обучался в Пакистанской морской академии на полуострове Манора. Затем продолжил обучение в Университете Каид-и Азама и Лондонском университете. После возвращения из Великобритании, Мухаммед преподавал военную науку в Национальном оборонном университете. В 2001 году принимал участие в противостоянии против Индии. Дослужился до звания адмирала, занимал должность начальника штаба ВМС (2014—2017).